# Hạ viện Colombia
Hạ viện (tiếng Tây Ban Nha: Cámara de Representantes) là một trong hai viện của Quốc hội Colombia, là một phần của ngành lập pháp. Hạ viện là một cơ quan đại học trực tiếp đại diện được bầu bằng cách bỏ phiếu phổ biến cứ sau bốn năm.
Thành phần và quyền hạn của Hạ viện được quy định tại Tiêu đề VI của Hiến pháp chính trị Colombia và Luật 5 năm 1992. Hạ viện hiện có 166 thành viên nhưng đã loại bỏ một trong các ghế cho người Colombia ở nước ngoài, tính đến năm 2018 sẽ được thành lập như sau: 165 đại diện trong đó 161 người sẽ được bầu bởi quận lãnh thổ: bởi các phòng ban và bởi Quận Thủ đô, và bốn người còn lại thông qua các khu vực bầu cử đặc biệt: hai cho các cộng đồng hậu duệ gốc Phi, một cho người bản địa và một cho người Colombia sống ở nước ngoài (trước năm 2018 có hai người).
Giống như Thượng viện, Hạ viện hoàn thành chức năng cấu thành, chức năng lập pháp, chức năng bầu cử, chức năng tư pháp, nghị định thư và kiểm soát chính trị trong ngành lập pháp.